# 24e cérémonie des Nika
La 24e cérémonie des Nika, organisée par l'Académie russe des sciences et des arts cinématographiques, s'est déroulée le 7 avril 2011 et a récompensé les films russes sortis en 2010.
Le film L'Affrontement d'Alekseï Outchitel remporte trois prix dont ceux du meilleur film et du meilleur acteur. Le film La Bataille de Brest-Litovsk d'Alexandre Kott remporte aussi trois prix.

## Palmarès

### Nika du meilleur film
- L'Affrontement d'Alekseï Outchitel
  - La Bataille de Brest-Litovsk d'Alexandre Kott
  - Comment j'ai passé cet été d'Alekseï Popogrebski
  - Kochegar d'Alekseï Balabanov
  - Le Dernier Voyage de Tanya d'Alekseï Fedortchenko

### Nika du meilleur film d'animation
- Le Vilain Petit Canard de Garri Bardine

### Nika du meilleur réalisateur
- Alekseï Popogrebski pour Comment j'ai passé cet été
  - Alekseï Balabanov pour Kochegar
  - Alexandre Kott pour La Bataille de Brest-Litovsk

### Nika du meilleur acteur
- Vladimir Machkov pour son rôle dans L'Affrontement
  - Pavel Derevianko pour son rôle dans La Bataille de Brest-Litovsk
  - Sergueï Puskepalis pour son rôle dans Comment j'ai passé cet été

### Nika de la meilleure actrice
- Nina Rouslanova pour son rôle dans Grand-mère chinoise
  - Ksenia Rappoport pour son rôle dans Section d'or
  - Anjorka Strechel pour son rôle dans L'Affrontement

### Nika du meilleur acteur dans un second rôle
- Evgueni Mironov pour son rôle dans Soleil trompeur 2
  - Viktor Sukhorukov pour son rôle dans Le Dernier Voyage de Tanya
  - Evgueni Tsiganov pour son rôle dans La Bataille de Brest-Litovsk

### Nika de la meilleure actrice dans un second rôle
- Irina Mouraviova pour son rôle dans Grand-mère chinoise
  - Maria Zvonariova pour son rôle dans L'Homme à la fenêtre
  - Ioulia Peressild pour son rôle dans L'Affrontement

### Nika de la révélation de l'année
- Dmitri Mamoulia – réalisateur de Un autre ciel
  - Andreï Karasiov – compositeur de Le Dernier Voyage de Tanya
  - Alexeï Kopachov – acteur de La Bataille de Brest-Litovsk

## Statistiques

### Récompenses/nominations multiples
3/9 : L'Affrontement
3/8 : La Bataille de Brest-Litovsk
2/7 : Le Dernier Voyage de Tanya
2/2 : Grand-mère chinoise
1/6 : Comment j'ai passé cet été
1/2 : Soleil trompeur 2
0/5 : Kochegar